# MTV Shows
MTV Shows (anteriormente MTVR) foi um canal britânico de televisão paga lançado em 8 de novembro de 2007.
Em 1 de março de 2010 MTVR foi rebatizado para MTV Shows. Em 28 de agosto de 2010, o canal foi removido da Virgin Media, junto a MTV +1 e a MTV Classic sendo substituído pelo Comedy Central HD.
Em 1º de fevereiro de 2011 o MTV Shows foi extinto, sendo substituído pelo MTV Music.